# 信濃源氏
信濃源氏（しなのげんじ）は、中世に信濃国に土着し本拠とした源姓の氏族を指した呼称。いずれも清和源氏で、以下の数流がある。

## 概要
文中の太字は鎌倉幕府御家人
- 満快流。源満仲（多田満仲）の五弟源満快を祖とする信濃国を本拠とした一族。満快の曾孫為公の後裔が伊奈氏、信濃村上氏 (満快流)、依田氏、片切氏、飯嶋氏、赤須氏、堤氏、諏訪部氏などに分かれ主に南信濃を中心に勢力を持った。鎌倉時代には伊奈氏の一族である泉氏などが知られるほか、承久の乱以後には出雲国にも庶族を広げた（諏訪部氏流三刀屋氏、飯嶋氏流三沢氏など）。また、諏方上社の大祝を代々務めた諏方氏がこの流れを汲む（依田氏の一族）と近世になって諏訪氏が称した。
- 頼清流。源頼信の次男源頼清を祖とする信濃国を本拠とした一族。信濃村上氏 (頼清流)、屋代氏、栗田氏、出浦氏、波多氏などが知られ、南北朝時代には村上信貞が「信濃惣大将」と呼ばれた。
- 頼季流。源頼信の三男源頼季を祖とする信濃国を本拠とした一族。子孫は井上氏族（高梨氏、保科氏、須田氏、村山氏など）として北信濃を中心に勢力を持った。
- 義光流。源頼義の三男源義光（新羅三郎義光）を祖とする一族。甲斐源氏の支流にあたる小笠原氏族（大井氏、伴野氏、水上氏、跡部氏、赤沢氏、三村氏など）のほか平賀氏の一族などが知られる。小笠原氏は南北朝時代以降、度々信濃守護を輩出した。
- 為義流。源義仲（木曾次郎義仲）を祖とする河内源氏の一族。河内源氏の源為義の子の源義賢が甥の源義平に討たれ、信濃国木曾谷の豪族の中原兼遠の元で育った義賢の子の源義仲（木曾義仲）が信濃国木曽谷を領した頃から始まる。主に木曽地域を中心に木曾氏など後裔を自称する氏は多く存在するが、血統が確認された後胤氏族はいない。
- 義隆流。源義隆の三男源頼隆を祖とする信濃国を本拠とした一族。子孫は若槻氏など。